# Sandie Shaw
Sandie Shaw (født 26. februar 1947) er en engelsk sangerinde, og i 1960'erne var hun en af de britiske sangerinder, der havde størst succes. I 1967 blev hun den første brite, der vandt Det Europæiske Melodigrandprix. Hun er blevet beskrevet som "1960'ernes barfodede pop-prinsesse".
I april 2013 bekendtgjorde Sandie Shaw, at hun forlod musikbranchen.

## Karriere

### Opvækst og gennembrud
Sandra Ann Goodrich blev født og voksede op i Dagenham i Essex, England. Da hun gik ud af skolen, fik hun arbejde på Fords fabrik i byen, og i sin fritid arbejdede hun som fotomodel. Sandras sangkarriere begyndte, da hun blev nummer to i en lokal talentkonkurrence. Som belønning fik hun lov til at optræde ved en velgørenhedskoncert i London, hvor sangeren Adam Faith lagde mærke til hendes talent. Han præsenterede hende for sin manager, Eve Taylor, og Taylor sørgede for, at Sandra i 1964 fik kontrakt med Pye Records, med kunstnernavnet "Sandie Shaw".
Taylor satte Shaw sammen med sangskriveren Chris Andrews, og han skrev hendes første single, As Long as You're Happy Baby, som dog aldrig kom på hitlisterne. Til single nummer to valgte Taylor imidlertid Bacharach og Davids sang (There's) Always Something There to Remind Me, som havde været nr. 49 på hitlisten i USA med sangeren Lou Johnson. Shaws udgave blev nummer 1 på UK Singles Chart i efteråret 1964, og den fik også en placering i USA, som nr. 52 på Billboard Hot 100 i begyndelsen af 1965. Opfølgeren var I'd Be Far Better Off Without You, men på radiostationerne foretrak man B-siden, Girl Don't Come, også skrevet af Andrews, og så blev den officelt A-side. Girl Don't Come nåede nr. 3 i Storbritannien, og den blev Sandies største hit i USA, med en placering som nr. 42. Der fulgte flere hits i Storbritannien, blandt andet I'll Stop at Nothing, Long Live Love, (hendes anden nr. 1, 1965), og Message Understood.
Sandie Shaw optrådte regelmæssigt i populære britiske TV-programmer som Top of the Pops, Ready Steady Go! og Thank Your Lucky Stars. Hun blev opfattet som indbegrebet af "de swingende tressere", og hendes kendetegn - altid at optræde barfodet - var med til at gøre hende populær hos et bredt publikum. Sandie Shaw indspillede også de fleste af sine singler på italiensk, fransk, tysk og spansk, og det øgede hendes popularitet i hele Europa. Shaw indspillede adskillige album i 1960'erne: Sandie; Me; Love Me, Please Love Me; The Sandie Shaw Supplement og Reviewing the Situation. Disse plader bestod typisk af Andrews-sange blandet med kopiversioner af populære melodier.
I 1967 var Shaws pladesalg begyndt at falde og hendes manager besluttede, at der skulle satses mere på cabaret-genren. Fra BBC fik hun en invitation til at repræsentere Storbritannien i årets Melodigrandprix in Wien. Shaw var bekymret over, om deltagelsen ville skade hendes troværdighed, men hun valgte alligevel at fremføre fem sange i et Rolf Harris Show, hvor seerne kunne stemme om dem. Vinderen blev en komposition af Bill Martin og Phil Coulter, Puppet on a String. Skønt hun ikke rigtigt brød sig om sangen, og anså den for at ligge langt fra hendes normale repertoire, så vandt hun imidlertid i Wien med et massivt flertal, og Sandie Shaw blev den første vinder for Storbritannien. Sangen gav hende sin tredje topplacering på de britiske hitlister, hvilket var rekord for kvindelige optrædende på det tidspunkt. Puppet on a String blev også et verdensomspændende hit (undtagen i USA) og blev årets bedst sælgende plade i Tyskland, hvilket var med til at udløse en guldplade for mere end én million solgte plader i Storbritannien og det øvrige Europa. Sandie Shaws optræden i Eurovisionen var i øvrigt lige ved at blive aflyst: Der var stærke kræfter i BBC, der ønskede at udskifte hende, fordi hun var blevet udpeget som "den anden kvinde" i en skilsmissesag.
Sandie Shaw var kendt for at være modebevidst, og i 1968 oprettede hun sit eget Sandie Shaw varemærke og solgte modetøj og sko. Samme år var hun vært på sit eget TV show, The Sandie Shaw Supplement, og der kom en LP med samme titel. Hendes sidste britiske top-10 hit (ud af otte) fulgte i 1969 i form af Monsieur Dupont, der oprindeligt var en tysksproget sang. I slutningen af 1969 udkom singlen Heaven Knows I'm Missing Him Now, der 15 år senere blev udgangspunkt for the Smiths Heaven Knows I'm Miserable Now. Shaw producerede selv albummet Reviewing the Situation, hvor hun prøvede kræfter med sange fra både Bob Dylan og The Rolling Stones, og på samme plade var Shaw faktisk den første kendte kunstner, der indspillede en cover-version af en Led Zeppelin sang (Your Time Is Gonna Come). Shaw afsluttede 1969 med en optræden på BBC's stort anlagte gennemgang af 1960'ernes musik, Pop Go The Sixties, hvor hun gav There's Always Something There To Remind Me og den tyske udgave af "Puppet on a String": Wiedehopf Im Mai, live den 31. december 1969.

### 1970'erne, 80'erne og 90'erne
Sandie Shaw begyndte at skrive sit eget materiale, men der kom ingen hits, og i 1972 lod Pye hendes kontrakt løbe ud. Hun trak sig tilbage fra tilværelsen som popsanger og kastede sig over andre gøremål, blandt andet som medkomponist på en rockopera og hun fortsatte med som sangskriver. Sandie Shaw stod på scenen som Ofelia i Hamlet og som Jeanne d'Arc i stykket Saint Joan og hun skrev også børnebøger. I 1977 udgav hun to singler på plademærket CBS.
Shaws anden ægtemand, Nik Powell, fik hende i kontakt med musikmiljøet omkring British Electric Foundation (BEF). Shaw indspillede en udgave af Anyone Who Had a Heart til deres album Music of Quality And Distinction, som udkom i 1982 på Virgin, og det bragte hende tilbage i rampelyset. Chrissie Hynde fra the Pretenders invited Shaw til deltage i en duet med Girl Don't Come til en Pretenders koncert, og de to indledte et langt venskab. Året efter skrev og indspillede Shaw et album, Choose Life, for at skabe opmærksomhed omkring World Peace Exposition i London i marts 1983. Senere samme år begyndte en ny fase i hendes karriere med et brev fra "to uhelbredelige Sandie Shaw fans" – sangeren Morrissey guitaristen Johnny Marr fra the Smiths – der påstod, at "Sandie Shaw legenden kan umuligt være forbi – der er mere, der skal gøres." Shaws mand var ven med Geoff Travis fra Rough Trade Records, som var pladeselskab for the Smiths, og hun gik med til at indspille nogle af deres sange. I april 1984 udkom hendes version af Hand in Glove (the Smiths første single) og den opnåede lige akkurat en placering på UK Top 30. Shaw indspillede en ny version af sit første hit (There's) Always Something There to Remind Me til filmen Letter to Brezhnev, og udgav derefter to Lloyd Cole sange som singler på plademærket Polydor. I 1986 tog hun for første gang i næsten 20 år på en turné til de britiske universiteter, denne gang med et band, der primært bestod af medlemmer af gruppen the JoBoxers.. I 1988 kom et nyt album, Hello Angel, hvis navn var inspireret af et postkort fra Morrissey. Shaw tog på yderligere to vellykkede turneer til universiteter, og hun optrådte ved Gay pride- og fredsfestivaler.
I 1990'erne udkom der adskillige opsamlingsplader på mindre plademærker med Shaws sange, og flere af hendes origibnale album blev genudgivet. Shaws selvbiografi, The World at My Feet, udkom i 1991, og året efter begyndte hun at læse ved universitet i Oxford og University of London og hun fik papir på sin uddannelse som psykoterapist i 1994. I samme periode indspillede hun nye versioner af nogle af sine 60'er-sange til pladen Nothing Less Than Brilliant, der udkom i 1994. I midten af 90'erne blev Shaw gift med Tony Bedford, og sammen med ham åbnede hun i 1997 en klinik for psykoterapi, the Arts Clinic, med tilbud om psykologisk støtte og kreativ udvikling til personer i de kreative erhverv. Klinikken hedder nu Barefoot Therapy: The Arts Clinic, og giver stadig psykologisk støtte til folk i brancherne underholdning, medier og sport. I 1997 blev hun optaget som medlem i Royal Society of Musicians.

### Siden 2000
Shaw kastede sig ud i juridisk slagsmål, der endte med, at hun fik tilkendt rettighederne til alle sine indspilninger. Hun begyndte derefter at arbejde med tidens musikere og producere, og indspillede nye udgaver af mange af sine sange fra 60'erne og 80'erne. I 2003 gav Shaw EMI licens til at udgive indspilningerne over hele verden. Hun fortsatte arbejdet på Arts Clinic, og udvidede med coaching og mentor-arbejde. EMI udgav i 2003 samlinger med hendes franske og italiensk indspilninger, og året efter kom tilsvarende pladesæt på spansk og tysk. Der kom nye, genproducerede versioner af Reviewing the Situation og Hello Angel inklusive bonusspor, og sidst på året udkom et 4-CD bokssæt med titlen Nothing Comes Easy. I 2003 spillede Ashley Williams rollen som Shaw i et afsnit af den amerikanske TV-serie American Dreams, hvor hun optrådte med (There's) Always Something There to Remind Me på American Bandstand.
I dette årti skiftede hun holdning, og luftede i nogle år ikke længere sit had til Eurovision Song Contest. I et show på BBC erklærede hun nu, at hun var stolt af sin fortid i Eurovisionen. I december 2006 havde hun en kort periode som vikar for Brian Matthew på hans show Sounds of the 60s. Da Shaw fyldte 60, den 26. februar 2007, fejrede hun det med at lægge en ny udgave af Puppet on a String på sin hjemmeside. Det var en kraftigt omarbejdet version, med titlen Puppet's Got a Brand New String, og musikken blev styret af hendes ven Howard Jones og mixet af Andy Gray. Schlager-stilen fra den oprindelige sang var blevet udskiftet med en roligere rytme.
I april 2010 var Shaw gæst hos det britiske TV-selskab ITV, i programmet Loose Women, hvor hun fortalte, at hun skulle i pladestudiet igen, for at indpille titelsangen til en ny britisk film, Made in Dagenham. Hun benyttede også lejligheden til at kritisere det europæiske melodigrandprix. Shaws holdning var, at showet var dårligt, dengang hun var med, men nu var det blevet endnu værre.
I august 2010 deltog hun i Vintage festivalen på godset Goodwood i West Sussex. Ud over at optræde på hovedscenen, med forskellige kvindelige gæstesangere, havde hun også tid til at besøge de andre scener, og gav blandt andet en udgave af sangen Downtown sammen med dens komponist Tony Hatch. Shaw var Jools Holland's gæstestjerne på hans turné i 2011.

### Privatliv
Shaw giftede sig 6. marts 1968 med modedesigneren Jeff Banks. Deres datter Gracie blev født i februar 1971. Ægteskabet med Banks sluttede i 1978.
I 1982 giftede hun sig med Nik Powell, der var medstifter af Virgin Group og formand for European Film Academy. De fik to børn sammen.
Shaw er nu gift med Tony Bedford. I august 2007 fortalte Shaw, at hun havde fået udført et "korrigerende" kirurgisk indgreb på sine berømte fødder. Som følge af operationen var hun først i stand til at gå i oktober.
I april 2012 deltog Shaw i en kampagne, organiseret af Amnesty International, med det formål at gøre en ende på overgreb på menneskerettighederne i Azerbaijan, der var værtsnation for 2012 Eurovision Song Contest. Baggrunden var en afpresningssag mod journalisten Khadija Ismayilova. Shaw udtalte: "Det er kvalmende, at nogen kunne synke så dybt i forsøget på at lukke munden på en uafhængig journalist. Folkene bag denne forfærdelige afpresning og smædekampagne må stilles til ansvar. Og forfølgelsen af uafhængige journalister i Azerbaijan må høre op." I august 2014 var Shaw et af de 200 kendte mennesker, der skrev under på et brev til avisen The Guardian, hvor de argumenterede imod skotsk uafhængighed, som led i kampagnen forud for afstemningen om Skotlands uafhængighed i september 2014.

## Diskografi

### Singler
Katalognummer, udgivelsesdato, A- og B-side henviser til den oprindelige udgivelse i Storbritannien.
| Udgivet        | A-side                                                                          | B-side                                                        | Plademærke og katalognummer                        | Bedste placering | Bedste placering | Bedste placering | Bedste placering |
| Udgivet        | A-side                                                                          | B-side                                                        | Plademærke og katalognummer                        | UK               | AU               | CA               | US               |
| -------------- | ------------------------------------------------------------------------------- | ------------------------------------------------------------- | -------------------------------------------------- | ---------------- | ---------------- | ---------------- | ---------------- |
| July 1964      | "As Long as You're Happy Baby"                                                  | "Ya-Ya—Da-Da"                                                 | Pye Records - 7N 15671                             | -                | -                | -                | -                |
| September 1964 | "(There's) Always Something There to Remind Me"                                 | "Don't You Know"                                              | Pye Records - 7N 15704 Reprise Records - 0320 (US) | 1                | 16               | 1                | 52               |
| December 1964  | "I'd Be Far Better Off Without You" (skiftede til B-side kort efter udgivelsen) | "Girl Don't Come" (skiftede til A-side kort efter udgivelsen) | Pye Records - 7N 15743 Reprise Records - 0342 (US) | 3                | 48               | 2                | 42               |
| February 1965  | "I'll Stop at Nothing"                                                          | "You Can't Blame Him"                                         | Pye Records - 7N 15783                             | 4                | -                | -                | 123              |
| May 1965       | "Long Live Love"                                                                | "I've Heard About Him"                                        | Pye Records - 7N 15841 Reprise Records - 0375 (US) | 1                | 12               | 6                | 97               |
| September 1965 | "Message Understood"                                                            | "Don't You Count on It"                                       | Pye Records - 7N 15940                             | 6                | 66               | 21               | -                |
| November 1965  | "How Can You Tell"                                                              | "If Ever You Need Me"                                         | Pye Records - 7N 15987                             | 21               | -                | -                | 131              |
| January 1966   | "Tomorrow"                                                                      | "Hurting You"                                                 | Pye Records - 7N 17036 Reprise Records - 0449 (US) | 9                | 24               | -                | -                |
| May 1966       | "Nothing Comes Easy"                                                            | "Stop Before You Start"                                       | Pye Records - 7N 17086                             | 14               | 74               | -                | -                |
| August 1966    | "Run"                                                                           | "Long Walk Home"                                              | Pye Records - 7N 17163                             | 32               | 91               | -                | -                |
| November 1966  | "Think Sometimes About Me"                                                      | "Hide All Emotion"                                            | Pye Records - 7N 17212                             | 32               | -                | -                | -                |
| January 1967   | "I Don't Need Anything"                                                         | "Keep in Touch"                                               | Pye Records - 7N 17239                             | 50               | -                | -                | -                |
| March 1967     | "Puppet on a String"                                                            | "Tell The Boys"                                               | Pye Records - 7N 17272 Reprise Records - 0575 (US) | 1                | 2                | -                | -                |
| July 1967      | "Tonight in Tokyo"                                                              | "You've Been Seeing Her Again"                                | Pye Records - 7N 17346                             | 21               | -                | -                | -                |
| September 1967 | "You've Not Changed"                                                            | "Make Me Cry"                                                 | Pye Records- 7N 173778                             | 18               | 6                | -                | -                |
| January 1968   | "Today"                                                                         | "London"                                                      | Pye Records - 7N 17441                             | 27               | 17               | -                | -                |
| April 1968     | "Don't Run Away"                                                                | "Stop"                                                        | Pye Records - 7N 17504                             | -                | -                | -                | -                |
| June 1968      | "Show Me"                                                                       | "One More Lie"                                                | Pye Records - 7N 17564                             | -                | 92               | -                | -                |
| August 1968    | "Aerial Ballet (Together)"                                                      | "Turn on the Sunshine"                                        | Pye Records - 7N 17587                             | -                | -                | -                | -                |
| October 1968   | "Make It Go"/"Those Were the Days" Dobbelt A-side                               | Se noten til venstre                                          | Pye Records - 7N 17611                             | -                | 35               | -                | -                |
| February 1969  | "Monsieur Dupont"                                                               | "Voice in the Crowd"                                          | Pye Records - 7N 17675                             | 6                | 18               | -                | -                |
| May 1969       | "Think It All Over"                                                             | "Send Me a Letter"                                            | Pye Records - 7N 17726                             | 42               | 79               | -                | -                |
| September 1969 | "Heaven Knows I'm Missing Him Now"                                              | "So Many Things To Do"                                        | Pye Records - 7N 17821                             | -                | -                | -                | -                |
| January 1970   | "By Tomorrow"                                                                   | "Maple Village"                                               | Pye Records - 7N 17894                             | -                | -                | -                | -                |
| June 1970      | "Wight Is Wight"                                                                | "That's The Way He's Made"                                    | Pye Records - 7N 17954                             | -                | -                | -                | -                |
| February 1971  | "Rose Garden"                                                                   | "Maybe I'm Amazed"                                            | Pye Records - 7N 45040                             | 41               | -                | -                | -                |
| June 1971      | "Show Your Face"                                                                | "Dear Madame"                                                 | Pye Records - 7N 45073                             | -                | -                | -                | -                |
| February 1972  | "Where Did They Go"                                                             | "Look at Me"                                                  | Pye Records - 7N 45118                             | -                | -                | -                | -                |
| August 1972    | "Father and Son"                                                                | "Pity the Ship"                                               | Pye Records - 7N 45164                             | -                | -                | -                | -                |
| June 1977      | "One More Night"                                                                | "Still So Young"                                              | CBS Records - CBS 5371                             | -                | -                | -                | -                |
| August 1977    | "Just a Disillusion"                                                            | "Your Mama Wouldn't Like It"                                  | CBS Records - CBS 5513                             | -                | -                | -                | -                |
| April 1982     | "Anyone Who Had a Heart"                                                        | "Anyone Who Had a Heart" (instrumental)                       | Virgin Records - VS 484                            | -                | 71               | -                | -                |
| April 1983     | "Wish I Was"                                                                    | "Life is Like a Star"                                         | Palace Records                                     | -                | -                | -                | -                |
| April 1984     | "Hand in Glove"                                                                 | "I Don't Owe You Anything"                                    | Rough Trade Records - RT 130                       | 27               | -                | -                | -                |
| May 1986       | "Are You Ready to Be Heartbroken?"                                              | "Steven (You Don't Eat Meat)"                                 | Polydor Records - POSP 793                         | 68               | -                | -                | -                |
| July 1986      | "Frederick"                                                                     | "Go Johnny Go"                                                | Polydor Records - POSP 811                         | -                | -                | -                | -                |
| September 1988 | "Please Help the Cause Against Loneliness"                                      | "I Will Remain"                                               | Rough Trade Records - RT 220                       | -                | -                | -                | -                |
| November 1988  | "Nothing Less Than Brilliant"                                                   | "Love Peace"                                                  | Rough Trade Records - RT 230                       | -                | -                | -                | -                |
| November 1994  | "Nothing Less Than Brilliant" (genudgivet)                                      | "(There's) Always Something There To Remind Me"               | Virgin Records - VSC 1521                          | 66               | -                | -                | -                |

### UK EP'er
- (There's) Always Something There to Remind Me (1964)
- Long Live Love (1965)
- Talk About Love (1965)
- Message Understood (1966)
- Tomorrow (1966)
- Nothing Comes Easy (1966)
- Run With Sandie (1966)
- Sandie Shaw in French (1967)
- Sandie Shaw in Italian (1967)
- Tell The Boys (1967)

### UK studio album
- Sandie (UK Nr. 3, 1965, US Nr. 100)
- Me (1965)
- Love Me, Please Love Me (1967)
- The Sandie Shaw Supplement (1968)
- Reviewing the Situation (1969)
- Choose Life (1983)
- Hello Angel (1988)

### UK opsamlingsplader
- The Golden Hits of Sandie Shaw (1966)
- Puppet on a String (1967)
- Nothing Less Than Brilliant (UK Nr. 64, 1994)
- Pourvu Que Ça Dure - Chante En Français (2003)
- La Cantante Scalza - Canta in Italiano (2003)
- Wiedehopf Im Mai - Sandie Shaw Singt Auf Deutsch (2004)
- Marionetas En La Cuerda - Sandie Shaw Canta En Español (2004)
- Nothing Comes Easy (4-CD box set) (2004)
- The Very Best of Sandie Shaw (UK Nr. 60, 2005)
- The Collection (2007)

Note: Ud over de nævnte titler findes der en række opsamlingsplader, typisk udgivet efter at Shaw ikke længere havde tilknytning til pladeselskaberne.